# Borek (Godziesze Wielkie)
Pour les articles homonymes, voir Borek.
Borek est une localité polonaise de la gmina de Godziesze Wielkie, située dans le powiat de Kalisz en voïvodie de Grande-Pologne.